# Strophocaulon
Strophocaulon, rod papratnjača iz porodice Thelypteridaceae, dio reda osladolike. Rasprostranjen je po Maleziji, Indijskom oceanu, sjevernoj Australiji i Oceaniji. Na popisu su dvije vrste
Rod je opisan 2021. revizijom porodice Thelypteridaceae.

## Vrste
1. Strophocaulon invisum (G.Forst.) S.E.Fawc. & A.R.Sm.
2. Strophocaulon unitum (L.) S.E.Fawc. & A.R.Sm.